# Kaarlo Bergbom

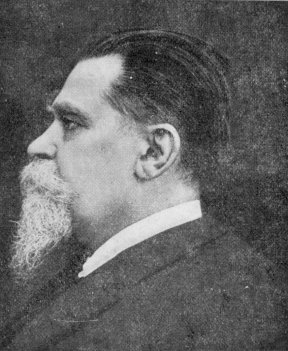
Kaarlo Bergbom

Kaarlo Juhani (Karl Johan) Bergbom, född 2 oktober 1843 i Viborg, död 17 januari 1906 i Helsingfors, var en finländsk teaterdirektör. Han var bror till Ossian Wuorenheimo. Hans föräldrar var Johan Erik Bergbom och Fredrika Juliana Roschier.
Bergbom blev student 1859 och filosofie doktor 1869. Han visade genom dramerna Pombal och jesuiterna (1865) och Paola Moroni (på finska, 1870) en inte obetydlig talang såsom dramatisk författare och publicerade såsom en frukt av sina studier av dramats historia en avhandling om Det historiska dramat i Tyskland (doktorsdispution 1868). Tillsammans med Carl Edvard Törmänen bearbetade han teaterpjäser efter andra förlagor och han uppdrog åt Törmänen att översätta utländska verk till finska.
Bergbom var redaktör för Kirjallinen Kuukauslehti mellan 1865 och 1872. Senare ägnade han sig helt och hållet åt ledningen av Finska teatern i Helsingfors, vars direktör han var från dess grundläggning, 1872. Han var även involverad i Finlands nationalopera mellan 1873 och 1879. Han vinnlade med stor omsorg sig om val av en god repertoar såväl ur den klassiska som ur den moderna dramatiska litteraturen. Han åtnjöt från 1892 statspension och var under senare år sjukskriven långa perioder.
Han är begravd på Sandudds begravningsplats i Helsingfors.

## Verk
- Pombal och jesuiterna (1865)[3]
- Det historiska dramat i Tyskland (1868)
- Morsiamen tulo miehelään (1898)
- Kaarlo Bergbomin kirjoitukset (1907–1908)
- Kaarlo Bergbom ja suomalaisen teatterin synty (1960)
- Saimaan rannalla (1880)